# Mentha carinthiaca
Mentha carinthiaca là một loài thực vật có hoa trong họ Hoa môi. Loài này được Host mô tả khoa học đầu tiên năm 1831.